# الكويت في بطولة العالم لألعاب القوى 2013
شاركت الكويت في بطولة العالم لألعاب القوى 2013 في موسكو بروسيا ، من 10 إلى 18 أغسطس 2013. أُعلن عن فريق مكون من رياضي واحد لتمثيل الدولة في هذه المنافسة.

## الروابط خارجية
- IAAF بطولة العالم لألعاب القوى – الكويت